# Lena Hallengren
Lena Hallengren (Kalmar, 25 december 1973) is een Zweedse politica van de Sociaaldemocratische partij. Tussen 2018 en 2022 zat zij in de Zweedse regering, eerst als minister van Kinderen, Ouderen en Gendergelijkheid (2018–2019) en aansluitend als minister van Sociale Zaken en Gezondheid (2019–2022).

## Politieke loopbaan
Hallengren was van 2002 tot 2006 staatssecretaris van Onderwijs onder premier Göran Persson en was in die rol verantwoordelijk voor kleuterschoolonderwijs en jeugd- en volwasseneneducatie. Na de parlementsverkiezingen van 2006 werd Hallengren lid van de Rijksdag. Daar had zij onder andere sociaal beleid, gezondheids- en ouderenzorg en gehandicaptenbeleid in haar portefeuille.
Ze werd op 8 maart 2018 minister van Kinderen, Ouderen en Gendergelijkheid in het kabinet-Löfven I. Dit was een functie op het ministerie van Sociale Zaken. Haar voorganger, Åsa Regnér, trad terug als minister omdat ze adjunct-directeur werd van de UN Women, de organisatie van de Verenigde Naties voor vrouwenrechten en gendergelijkheid.
De ministerswisseling gebeurde een half jaar voor de parlementsverkiezingen van september 2018, die (wederom) geen meerderheid voor de coalitie van haar partij en de groenen opleverde. In januari 2019 kreeg de regering toch een meerderheid dankzij gedoogsteun. In het nieuwe kabinet (het kabinet-Löfven II) promoveerde Hallengren tot hoofd van haar departement: minister van Sociale Zaken en Gezondheid (of kortweg: Socialminister). Zij behield die functie ook in het in december 2021 aangetreden kabinet van premier Magdalena Andersson.
Na de parlementsverkiezingen van 2022 belandden de sociaaldemocraten in de oppositie, waardoor een eind kwam aan Hallengrens ministerschap. In de Rijksdag werd zij door haar partij verkozen tot fractieleider.